# 織部克巳
織部 克巳（おりべ かつみ、1988年12月13日 - ）は、日本のプロレスラー。

## 経歴
- 2013年2月24日、大阪プロレス松下IMPホール大会の対スパイダーJ戦でデビュー。
- 2014年4月20日、大阪プロレスを退団。
- 2018年1月、プロレスリングチャイエスを設立することを発表。
- 3月3日、なんば紅鶴でプロレスリングチャイエスの旗揚げ戦を開催。
- 2020年、MoveOnプロレスリング旗揚げに参加し所属となる。
- 2024年3月の興行をもって退団[2]。

## 得意技
俺は織部
克巳脚
ランニングトラースキックと同型。
バズソーキック
仰向けになった相手の上半身を起こして相手の左側頭部を振り抜いた右足の甲で蹴り飛ばす。
トラースキック
各種キック

## 入場曲
- ミスターカラテ

## タイトル歴
- WDWタッグ王座
- 道頓堀最強タッグキング優勝
- 御万人王座「琉王」